# Дорожнє обладнання

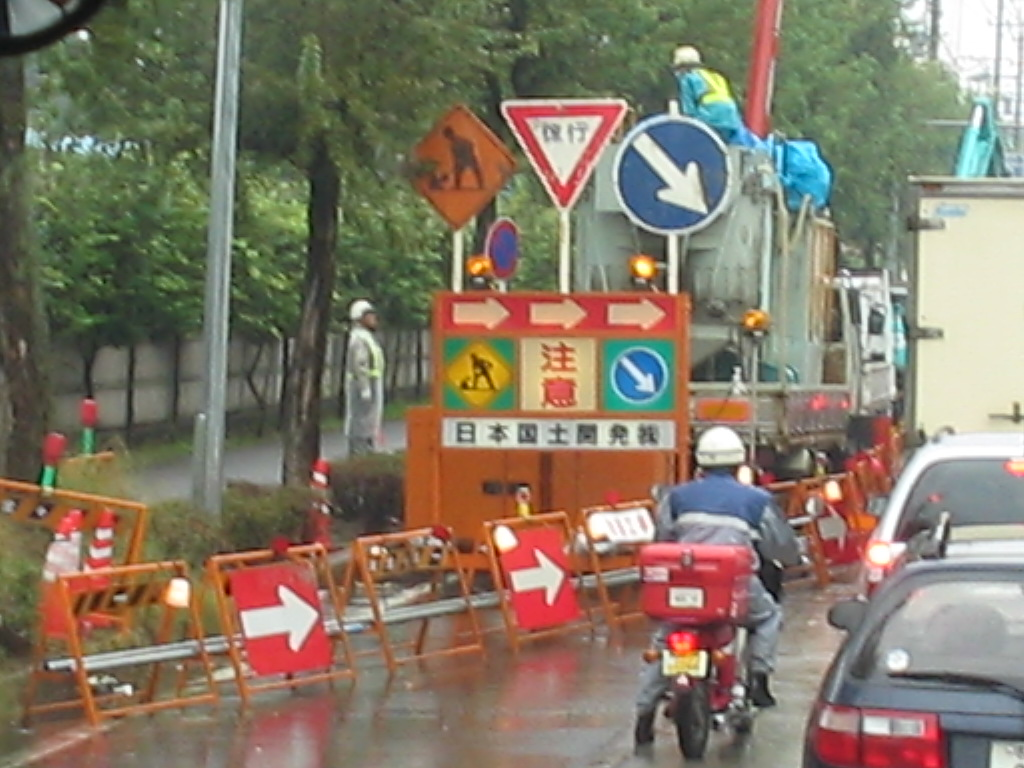
Дорожнє обладнання в Наґоя, Японія, 2004

Доро́жнє обла́днання — допоміжний засіб регулювання дорожнього руху, забезпечення безпеки дорожнього руху.
До нього належать:
- огородження і світлове сигнальне обладнання в місцях будівництва, реконструкції та ремонту доріг;
- попереджувальні світлові круглі тумби, що встановлюються на розділювальних смугах або острівцях безпеки;
- напрямні стовпчики, що призначені для забезпечення видимості зовнішнього краю узбіч і небезпечних перешкод в умовах недостатньої видимості. Позначаються вертикальною розміткою і повинні бути обладнані світлоповертачами: праворуч — червоного кольору, ліворуч — білого;
- опуклі дзеркала для розширення оглядовості водіям транспортних засобів, які проїжджають перехрестя чи інше небезпечне місце з недостатньою оглядовістю;
- дорожні огородження на мостах, шляхопроводах, естакадах, насипах та інших небезпечних ділянках доріг;
- пішохідні огородження в небезпечних для переходу проїзної частини місцях;
- вставки розмічувальні дорожні для поліпшення зорового орієнтування водіїв на проїзній частині;
- лежачий поліцейський — пристрої примусового зниження (обмеження) швидкості руху транспортних засобів;
- шумові смуги для підвищення уваги учасників дорожнього руху на небезпечних ділянках доріг.

- поліцейські шипи — смуги з шипами для зупинки автомобілля, використовується в поліції;
- вловлювальні тупики.